# Alice Finot
Alice Finot, född 9 februari 1991, är en fransk friidrottare som främst tävlar i hinderlöpning.

## Karriär
Finot placerade sig på en tionde- respektive femteplats på 3 000 meter hinder vid världsmästerskapen i friidrott 2022 och världsmästerskapen i friidrott 2023.

## Tävlingar

### Internationella
| År                     | Tävling                        | Plats                  | Placering              | Gren                   | Tid                    |
| Tävlande för Frankrike | Tävlande för Frankrike         | Tävlande för Frankrike | Tävlande för Frankrike | Tävlande för Frankrike | Tävlande för Frankrike |
| ---------------------- | ------------------------------ | ---------------------- | ---------------------- | ---------------------- | ---------------------- |
| 2021                   | Europeiska inomhusmästerskapen | Toruń                  | 2:a                    | 3 000 m                | 8.46,54                |
| 2022                   | Världsmästerskapen             | Eugene                 | 10:e                   | 3 000 m hinder         | 9.21,40                |
| 2023                   | Världsmästerskapen             | Budapest               | 5:e                    | 3 000 m hinder         | 9.06,15                |
| 2024                   | Europamästerskapen             | Rom                    | 1:a                    | 3 000 m hinder         | 9.16,22                |

### Nationella
| År   | Tävling                     | Plats   | Placering | Gren           | Tid      |
| ---- | --------------------------- | ------- | --------- | -------------- | -------- |
| 2018 | Franska mästerskapen        | Albi    | 3:e       | 1 500 m        | 4.23,50  |
| 2019 | Franska inomhusmästerskapen | Miramas | 3:e       | 1 500 m        | 4.18,45  |
| 2020 | Franska inomhusmästerskapen | Liévin  | 2:a       | 3 000 m        | 9.23,75  |
| 2020 | Franska mästerskapen        | Albi    | 1:a       | 3 000 m hinder | 10.01,58 |
| 2021 | Franska inomhusmästerskapen | Miramas | 1:a       | 3 000 m        | 9.12,33  |
| 2022 | Franska mästerskapen        | Caen    | 1:a       | 3 000 m hinder | 9.48,00  |
| 2023 | Franska inomhusmästerskapen | Aubière | 1:a       | 3 000 m        | 9.05,08  |
| 2023 | Franska mästerskapen        | Albi    | 1:a       | 3 000 m hinder | 9.54,60  |
| 2024 | Franska inomhusmästerskapen | Miramas | 1:a       | 3 000 m        | 9.06,18  |